# 有沢重親
有沢 重親（ありさわ しげちか）は、戦国時代の武将。土佐国の国人である安芸氏の家臣。

## 生涯
安芸国虎の重臣で、『土佐物語』では黒岩越前守と並ぶ安芸家中の重鎮として描かれている。有沢石見の通称で知られる。
永禄12年（1569年）に長宗我部元親に安芸城を攻められた際、黒岩と共に籠城を主導したが、城内に内通者が出て、井戸に毒を投げ込まれて最早これまでと国虎は覚悟を決めた。この際、重親は国虎を介錯した後、自らも殉死した。